# Dino Audino Editore
Dino Audino editore è una casa editrice italiana fondata nel 1987, con sede in Roma, specializzata nella formazione delle discipline dello spettacolo come cinema, teatro, televisione e altri media.

## Storia
Fino al 1984 Dino Audino ne fu direttore editoriale.
Una delle attività più recenti della Dino Audino editore è stata la diffusione in Italia di alcune teorie americane sulla sceneggiatura, da quelle di Christopher Vogler a Linda Seger (Come scrivere una grande sceneggiatura), da Dara Marks (L'arco di trasformazione del personaggio), a Syd Field, infine, recentemente, anche a John Truby (Anatomia di una storia) e a Lajos Egri (L'arte della scrittura drammaturgica e L'arte del personaggio).
La diffusione di queste teorie è sfociata poi in due attività collaterali: la pubblicazione della rivista Script, in cui sceneggiatori italiani e internazionali dibattono intorno alla teoria e alla politica della sceneggiatura; e la creazione del "Corso di formazione e perfezionamento per sceneggiatori RAI / Script" che, con la collaborazione di Rai Fiction, che si è occupata della selezione e formazione di personale da destinare alla scrittura per l'audiovisivo.
Negli ultimi anni, la casa editrice ha allargato le sue aree di interesse anche alla recitazione, alla danza, alla musica e al fumetto.
Parallelamente, ha aperto, dal 2012 al 2014, una collana di politica (“La Buona Politica”), e dal 2007 la collana di narrativa “Scriptori” che ha visto, fra gli altri autori, Giancarlo De Cataldo, Franco Bernini, Silvia Napolitano, Paola Mammini, Eugenia Romanelli e Roberto Moliterni.

## Collane o aree
- Cinema
- Media
- Musica
- Danza
- Scrittura
- Teatro
- Varia
- Classici della drammaturgia